# Peter Taylor (écrivain)
Pour les articles homonymes, voir Peter Taylor et Taylor.
Œuvres principales
- Rappel à Memphis
- La Vieille Forêt

Peter Matthew Hillsman Taylor, né le 8 janvier 1917 à Trenton dans le Tennessee et mort le 2 novembre 1994 à Charlottesville en Virginie, est un écrivain américain. Il est l'auteur de recueils de nouvelles dont  La Vieille Forêt , couronné par le PEN/Faulkner Award en 1986 et de romans, dont  Rappel à Memphis pour lequel il a obtenu le prix Pulitzer en 1987.